# Македонска енциклопедия
„Македонска енциклопедия“ (на македонска литературна норма: Македонска Енциклопедија), издание на Македонската академия на науките и изкуствата, е първото подобно крупно издание в Република Македония. Издадена е в два тома през 2009 година с финансови средства на правителството на Република Македония. Главен и отговорен редактор на изданието е академик Блаже Ристовски, а освен него в редакцията влизат академиците Илия Васков, Георги Филиповски, Владо Камбовски, Цветан Грозданов, Благой Попов, Гане Тодоровски и проф. д-р Симо Младеновски.
Енциклопедията съдържа близо 9000 статии, като по думите на министър-председателя на Република Македония Никола Груевски „този труд представя македонската визия за националното политическо и културно минало и съвременност и дава обективна и цялостна информация за нас и нашата страна“. Спорното съдържание на енциклопедията предизвиква негативни реакции в България, Гърция, Албания, Косово, Великобритания и САЩ. Част от тиража на енциклопедията е изтеглен, след което енциклопедията е частично преработена. Започва подготовка на ново издание на енциклопедията с главен редактор академик Митко Маджунков.